# Kennedyvloek

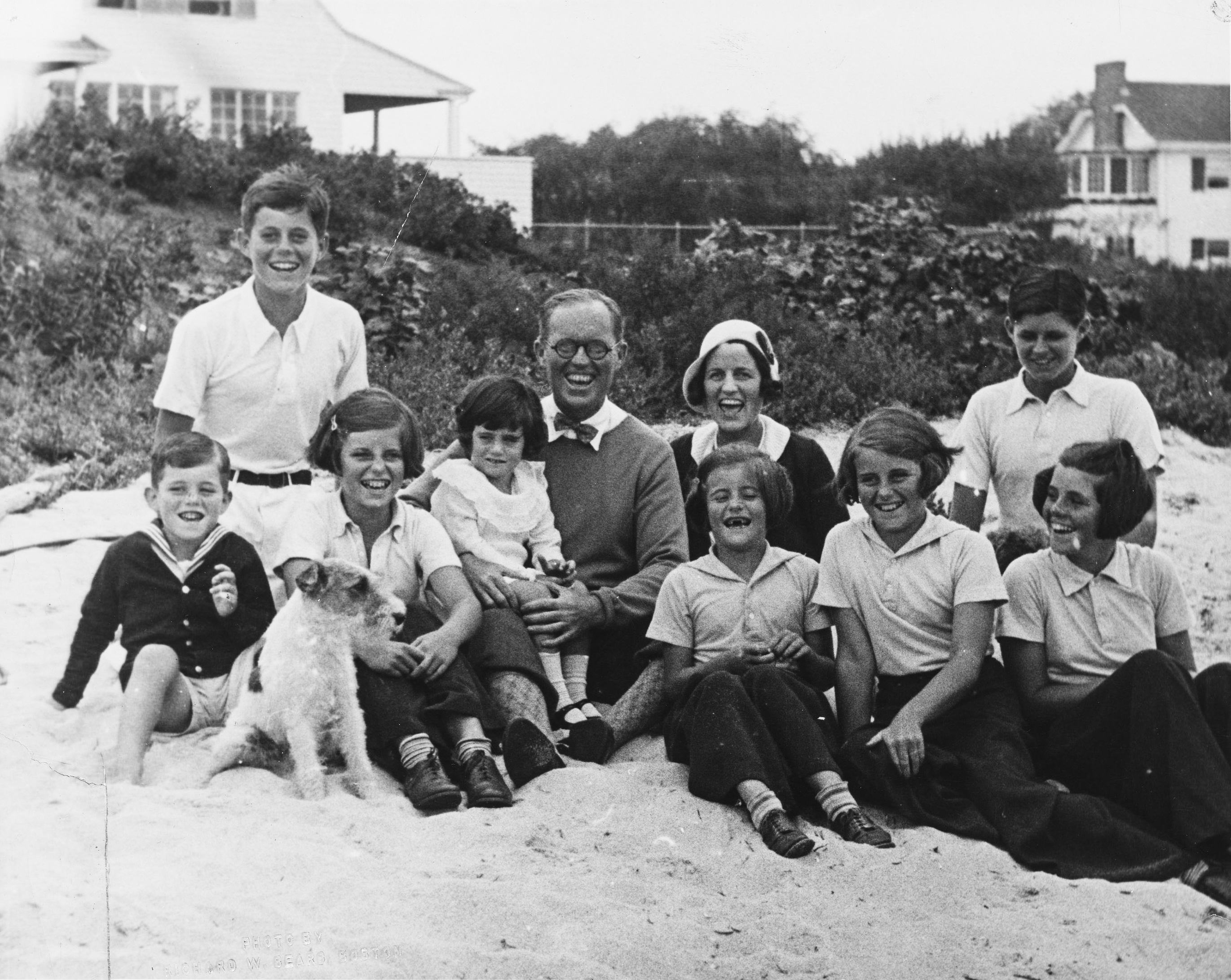
Familiefoto uit 1931

Het begrip Kennedyvloek verwijst naar een serie van ongelukkige gebeurtenissen die de familie Kennedy overkwam. Hoewel dit iedereen kan overkomen worden de aanhoudende ongevallen in het volksgeloof soms gezien als een vloek. Verschillende Kennedy’s stierven jong en kwamen door bijzondere omstandigheden om het leven. De bekendste zijn John F. Kennedy en Robert F. Kennedy die vermoord werden en John F. Kennedy jr. die door een vliegtuigongeval om het leven kwam.
Critici van de vloektheorie stellen dat het aantal ongevallen in de familie niet zo ongewoon is gezien de uitgebreide familie. Tragische gebeurtenissen komen overal voor maar zijn voorpaginanieuws als het om een bekende familie gaat. De Kennedy’s leidden ook een ander leven door hun rijkdom, en hun levensstijl is dus heel anders dan die van de gewone man. De meeste mensen vliegen bijvoorbeeld niet zelf in privévliegtuigen en stellen zich bijgevolg minder snel bloot aan gevaar.

## Chronologie
Aanhangers van de vloektheorie verwijzen naar de volgende gebeurtenissen:
- 1941 - Rosemary Kennedy blijkt als ze ouder wordt een mentale achterstand te hebben. Ze vertoont agressief gedrag en heeft stemmingswisselingen. Vervolgens wordt een lobotomie uitgevoerd (in die tijd dacht men dat dat een oplossing was voor schizofrenie) maar de resultaten zijn desastreus. De familie brengt haar onder in een tehuis, waar ze verblijft tot aan haar dood in 2005. Door deze tragedie zetten sommige leden van de familie zich extra in voor de mentaal gehandicapten. Zo richt Eunice Kennedy in 1968 de Special Olympics op.
- 1944 - Joseph P. Kennedy jr., de oudste zoon van Kennedypatriarch Joseph Kennedy sterft bij een vliegtuigongeval boven Het Kanaal tijdens een missie in de Tweede Wereldoorlog.
- 1948 - Kathleen Kennedy, markiezin van Hartington, sterft op 28-jarige leeftijd bij een vliegtuigongeval boven Frankrijk.
- 1955 - Jacqueline Kennedy krijgt een miskraam.
- 1956 - Jacqueline Kennedy krijgt een doodgeboren dochter (hoewel ze begraven ligt naast haar ouders in een graf met het opschrift ‘dochter’, wordt later bekend dat men haar Arabella wilde noemen).
- 19 december 1961 - Joseph P. Kennedy, de pater familias, krijgt een beroerte waardoor hij verlamd raakt en niet meer kan spreken.
- 9 augustus 1963 - Patrick Bouvier Kennedy, de tweede zoon van John en Jacqueline, sterft 2 dagen na zijn geboorte. Hij was zes weken te vroeg geboren.
- 22 november 1963 - President van de Verenigde Staten John F. Kennedy wordt vermoord in Dallas (zie: moord op president Kennedy).
- 19 juni 1964 – Het vliegtuig van senator Ted Kennedy stort neer, enkele inzittenden komen om. Ted overleeft maar verblijft weken in het ziekenhuis en heeft een zware blessure aan zijn rug, een geperforeerde long, gebroken ribben en een interne bloeding.
- 5 juni 1968 - Robert F. Kennedy, broer van John en Ted, wordt nadat hij de voorverkiezingen in Californië gewonnen heeft (hij zou meedoen als presidentskandidaat) in Los Angeles neergeschoten. Hij overlijdt een dag later.
- 1969 - Ted Kennedy rijdt in een auto van een brug af. Mary Jo Kopechne, een voormalige hulp van Robert Kennedy, komt hierbij om het leven.
- 1973 - Edward Kennedy jr. verliest op 12-jarige leeftijd zijn rechterbeen aan botkanker.
- 25 april 1984 – David Anthony Kennedy, zoon van Robert, sterft aan een overdosis demerol en cocaïne in een hotelkamer in in Palm Beach, Florida.
- 31 december 1997 - Michael LeMoyne Kennedy, zoon van Robert, komt om bij een skiongeluk.
- 16 juli 1999 - John F. Kennedy jr., zijn vrouw Carolyn Bessette-Kennedy en haar zuster Lauren Bessette komen om als een door John-John bestuurd vliegtuig neerstort in de Atlantische Oceaan.
- 16 september 2011 - Kara Anne Kennedy sterft aan een hartaanval in een sportschool in Washington, D.C..
- 1 augustus 2019 – Saoirse Roisin Kennedy Hill sterft aan een overdosis drugs Op het terrein van de Kennedy’s in Hyannis Port, Massachusetts op Cape Cod.
- 2020 - Maeve Kennedy  ging op 28 maart met zoontje Gideon Mclean (8jr) achter een bal aan kanoën die ze in het water hadden laten vallen. Haar lichaam werd gevonden op 6 april. 2 dagen later werd het lichaam van Gideon Mclean gevonden.

## Nevengebeurtenissen
Hoewel ze in het nieuws waren, worden de volgende incidenten niet door alle aanhangers beschouwd als behorend tot de vloek.
- 1973 - Joseph P. Kennedy II, zoon van Robert en Ethel, is chauffeur bij een auto-ongeluk waarbij een van de inzittenden (Pam Kelley) permanent verlamd raakt.
- 1973 - Alexander Onassis, stiefzoon van Jacqueline Kennedy, komt om bij een vliegtuigongeval.
- 1997 - Michael Kennedy, een andere zoon van Robert (hij had 11 kinderen) raakt betrokken bij een overspelschandaal. Hij had een relatie met zijn babysitter die bij het begin van de relatie 14 jaar was en werd beschuldigd van het verkrachten van een minderjarige. Later dat jaar komt hij om bij een skiongeval in Aspen.
- 1950 - Edward Cavendish, 10e hertog van Devonshire en schoonvader van Kathleen Kennedy overlijdt aan een hartaanval (na behandeling door de arts en vermeende seriemoordenaar John Bodkin Adams).
- 1983 - Robert F. Kennedy jr. wordt in South Dakota gearresteerd voor heroïnebezit.
- 1986 - Patrick J. Kennedy, zoon van senator Ted Kennedy gaat in behandeling voor zijn cocaïneverslaving.
- 1988 - Christina Onassis, stiefdochter van Jacqueline Kennedy, sterft aan een drugsgerelateerde hartaanval op 37-jarige leeftijd.
- 1991 - William Kennedy Smith, zoon van Jean Kennedy, wordt beschuldigd van verkrachting maar wordt vrijgesproken.
- 1999 - Anthony Radziwill, zoon van Lee Radziwill en neefje van Jacqueline Kennedy, sterft aan kanker, één maand nadat zijn neef John F. Kennedy jr. bij een vliegtuigcrash omkomt.
- 2002 - Michael Skakel, een neef van Ethel Kennedy wordt veroordeeld voor de moord op Martha Moxley die hij in 1975 gepleegd had toen hij een tiener was.
- 2004 - William Kennedy Smith wordt beschuldigd van seksueel geweld in 1999 maar de aanklacht wordt niet ontvankelijk verklaard door de rechtbank.
- 2006 - Patrick J. Kennedy is op 4 mei betrokken in een auto-ongeval in Washington D.C. en laat zich daarna behandelen voor verslaving aan pijnstillers.
- 2006 - Ted Kennedy is aan boord van een vliegtuig dat door de bliksem geraakt wordt. Het vliegtuig wordt omgeleid naar New Haven. Dit gekoppeld aan het hierboven genoemde ongeval in 1964 en het auto-ongeluk in 1969 maakte van Ted de enige Kennedy die de dood driemaal in de ogen zag en het na kon vertellen.
- 16 mei 2012 – Mary Richardson Kennedy, voormalig echtgenote van Robert F. Kennedy jr., pleegt zelfmoord in haar huis in Bedford, Westchester County, New York.

## Weerleggingen van devervloekten
Sceptici zeggen dat de Kennedy's het ongeluk tot op een bepaalde hoogte zelf uitlokten.
- 1941 - Rosemary Kennedy onderging een operatie die niet-standaard en nog in een experimentele fase was.
- 1944 - Joseph P. Kennedy jr. gaf zich vrijwillig op voor een speciale missie waarin hij piloot was van een vliegtuig vol explosieven.
- 1948 - Kathleen Kennedy vloog in weersomstandigheden waarin de piloot oorspronkelijk niet wilde vliegen.
- 1961 - Joseph P. Kennedy was 73 toen hij een beroerte kreeg, een niet zo ongewone leeftijd om een beroerte te krijgen, zeker niet in 1961.
- 1983 - Robert F. Kennedy jr. had illegale drugs op zak, waardoor hij gearresteerd werd.
- 1984 - David A. Kennedy veroorzaakte ook zijn eigen dood door zijn verslaving.
- 1986 - Patrick J. Kennedy zorgde ook voor zijn eigen arrestatie door drugsgebruik.
- 1988 - Christina Onassis was geen Kennedy.
- 1997 - Michael Kennedy speelde skivoetbal zonder de juiste veiligheidsuitrusting.
- 1999 - John F. Kennedy jr. was een vrij onervaren piloot en niet gekwalificeerd om te vliegen in weersomstandigheden waar de zichtbaarheid beperkt was (zoals op de avond van de crash het geval was).
- 2002 - Michael Skakel is geen Kennedy.
- 2006 - Patrick J. Kennedy werd niet zwaargewond bij het auto-ongeluk en gaf nog een goede draai aan het ongeval door publiekelijk te bevestigen dat hij hulp ging zoeken voor zijn verslavingsproblemen.